# Кривомер
Кривомер или описометър е инструмент за измерване дължините на произволни криви линии.
Прост кривомер се състои от зъбно колелце с известна обиколката, прикрепено към дръжка. Колелцето се поставя върху кривата линия, която трябва да бъде измерена, и чрез насочване с дръжката се движи по линията. С преброяване на броя зъбчета, които са докоснали измерваната повърхност, може да се установи дължината на кривата линия по следната формула:
При по-сложните модели кривомери, зъбното колелце е свързано чрез механични елементи с шайба с нанесени стойности, от която директно може да бъде прочетена дължината на кривата.
Инструментът най-често се използва за измерване на дължините на пътища, реки и други линейни обекти на географските карти. Кривомерите, разработени с такава цел, работят с мащаби, позволяващи измереното разстояние да е в определени мерни единици – километри и мили.
Ранни версии на инструмента са патентовани през 1873 г. от английския инженер Едуард Ръсел Морис. Кривомерът, който той разработва, е първоначално записан като „патентован картомер“, въпреки че по-късните му версии се продават под името „Wealemefna“. През 1881 г. Морис пише, че е измислил това изцяло оригинално название в опит да надхитри имитаторите му, но отказва да разкрие произхода на думата.